# セントマシュー島 (アラスカ州)
セントマシュー島 (英語: St. Matthew Island)はベーリング海に浮かぶ離島でアメリカ合衆国のアラスカ州に属する島である。

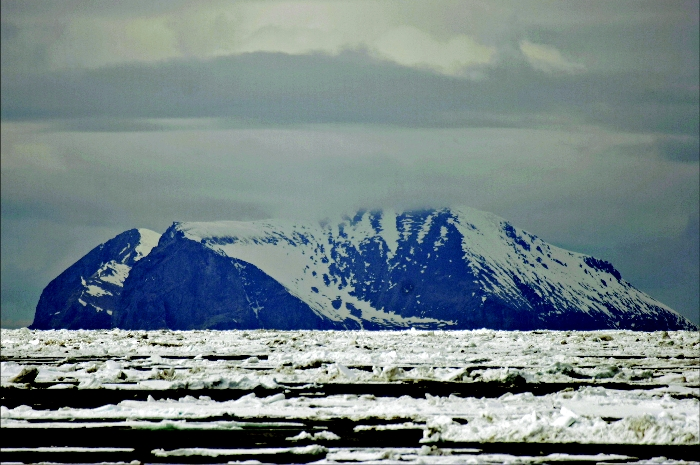
セントマシュー島のアップライト岬

セントマシュー島の地図

## 地理
セントマシュー島から近くの有人の各島までの距離は、ヌニバク島まで264 km (164 mi)、セントローレンス島まで311 km (193 mi)、セントポール島まで362 km (225 mi)の距離がある。また、アラスカ本土までは355 km (221 mi)、ロシア連邦本土までは457 km (284 mi)離れた離島である。
島の面積は137.857 sq mi (357.05 km2)ある。島の最南端にあるアップライト岬は1,000フィート (300 m)を超える崖地であり、島の北にあるグローリー・オブ・ロシア岬も似たような地形である。島の最高標高点は島の中心部より南側にある1,476フィート (450 m)の地点である。
島の周囲にはいくつかの小島と岩礁があり、主なものとして島の北西に5 km (3.1 mi)先にあるホール島があり、両島に挟まれた水域はセリチェフ水道 (Sarichef Strait)と呼ばれている。島の14 km (8.7 mi)南にはピナクルロック(Pinnacle Rock)という小さな岩の小島がある。この島一帯の自然景観と野生生物がアラスカ国立海洋野生生物保護区 (Alaska Maritime National Wildlife Refuge)の一部として保護対象となっている。
1940年代までアメリカ沿岸警備隊がLORAN地上局の運用・保守のため、人が常駐していた。

## 地質と気象環境
国立気候データセンター (National Climatic Data Center (NCDC))の1986年のレポートによると、ベーリング海一帯の気象条件は「相当な風と冷涼さ、高い湿度と曇りがちな空」と評されていて、セントマシュー島の年間平均気温は3.2℃、年間降水量は389㎜程度である。
島の地質は、ペルジェリック・クライアクオルスとペルジェリック・クライオボロルス形式の表土の下に、白亜紀後期から第三紀前期にかけてのカルクアルカリ系列の安山岩で出来ている。

## 人の居住
この島は、先史時代にはアレウト族が居住していた。最初に記録される植民の試みは、1809年にデミード・イリイチ・クリャコフ率いるロシアの集団が、露米会社を装いながら島に前哨基地を設けたのが最初である。
2013年にヨットで島へ探検に行った人によると、現在この島には人の居住や人の活動がないにもかかわらず、島の海岸の広範囲にわたって主に漁業用のプラスティック用品を中心とするゴミが漂着していることが確認された。

## 哺乳動物
現在ホッキョクギツネとハタネズミ属のInsular Voleの2種の動物が島に生息する哺乳類である。そのほかホッキョクグマが時折流氷に乗って島に訪れることがある。この島はベーリング海におけるホッキョクグマの活動域の南限となっている。

セントマシュー島におけるトナカイ頭数の変化を示したグラフ

1944年、アメリカ沿岸警備隊の緊急時の食糧のために29頭のトナカイが島に持ち込まれた。数年後、沿岸警備隊はトナカイを置き去りにしたまま島から撤収した。その後置き去りにされたトナカイは増殖してゆき、1963年にはおよそ6000頭まで増えていったが、その2年後には42頭まで生息数が激減した。研究によると、1963年から64年にかけての冬はとりわけ厳しく、気候的な要因によるトナカイの食糧の不足が壊滅的な生息数の低下につながったとしている。そして、1980年代には島のトナカイは絶滅した。島の大きさから推定される適正な生息数は1670頭程度と考えられる。
環境問題研究家は、この現象を生息数の過剰に起因するものとみている。ギャレット・ハーディンは彼の著作である『An Ecolate View of the Human Predicament』において、過剰な人口がもたらす結果についての実例として、セントマシュー島におけるトナカイの増殖と激減の様子をひとつの典型例として引用した。

## 魚
島には二つの大きな湖がある。ノース・レイク(North Lake)とビッグ・レイク(Big Lake)である。それら湖には周辺の島に比べて豊かな最低5種以上の淡水魚が生息している。

## 地衣類
地衣類に関する研究は1990年代から生息する地衣類のリストや生息状況、分布状態の調査、整理が行われている。
島の植物の植生は、地形と侵食によって現れる水系模様および湿潤な環境から高山ツンドラ (alpine tundra)に分類される。